# Дзоньо
Дзоньо (итал. Zogno) — коммуна в Италии, располагается в регионе Ломбардия, подчиняется административному центру Бергамо.
Население составляет 9034 человека (на 2004 г.), плотность населения составляет 265 чел./км². Занимает площадь 34 км². Почтовый индекс — 24019. Телефонный код — 0345.
Покровителем населённого пункта считается священномученик Лаврентий Римский. Праздник ежегодно празднуется 10 августа.